# Що ж то, мамо, за дерево
Що ж то, мамо, за дерево — третій студійний сингл українського гурту Postsense, який є інтерпретацією народної пісні з однойменною назвою. Трек [Архівовано 5 лютого 2019 у Wayback Machine.] створений та записаний гуртом Postsense у березні-серпні 2012 року.

## Про сингл
«Що ж то, мамо, за дерево» - українська народна пісня, віднайдена фольклорною експедицією у селищі Тростинка, Васильківський р-н,  Київської області. Пісня виконувалася місцевим фольклорним народним ансамблем «Тростинчанка». Почувши пісню у народному виконанні, музиканти Postsense захотіли зробити її рок версію. Коли почали з’ясовувати історію пісні, виявилося, що цей народний твір знала лише обмежена кількість людей, переважно фольклористів. 
Завдяки Postsense і новому, сучасному, звучанню пісні "Що ж то, мамо, за дерево [Архівовано 5 лютого 2019 у Wayback Machine.]», можливість її слухати  з'явилася  у всіх.
Над створенням пісні працювали: 
Музика: Євген Павлюковський, Євген Клюшніченко, Микола Сікора
Аранжування: Євген Павлюковський 
В записі брали участь: 
Нана Шаталова — вокал. 
Євген Павлюковський — гітара, бас-гітара, клавішні, noise-ефекти, аранжування. 
Євген Клюшніченко — труба. 
Віктор Немирович — труба, флюгельгорн.
Микола Сікора — ударні.
Запис: Top sound records, Revet Sound, Студія Кофеїн
Зведення, мастерінг: Сергій Knob Любінський. Рік: 2012
Візуальне оформлення: Леся Сидоренко.
Продюсер: Євген Павлюковський.
У версії гурту Postsense пісня потрапила до Всеукраїнської музичної збірки "Млин - 2012".

## Про кліп
У 2013 році гурт Postsense випустив на пісню відеокліп [Архівовано 5 лютого 2020 у Wayback Machine.]. Режисер відео - Оксана Казьміна, продюсер та автор ідеї кліпу - Євген Павлюковський. Оператор – Кирило Хайлов. Монтаж та кольорокорекція — Ігор Кулинич. Лінійний продюсер — Олена Яковіцька.  У відео знявся лідер українського гурту Самі Свої та відомий бард Олег Сухарєв. Він зіграв воїна упівця, який блукає водними лабіринтами потойбіччя, поки у реальному житті розпалюють вогнище-оберіг п’ять юних дівчат. Дівоцький ритуал стає символічним факелом у міжчассі для воїна. Зйомки проходили на київському морі та у Києві. 
В ролях: Олег Сухарев, Анастасія Гетьман, Ярослава Литвин, Анастасія Друзенко, Марія Ковальчук, Катерина Давидова, Євген Клюшніченко.

У 2016 році драмер та бітмейкер Тарас Козак створив на пісню Postsense «Що ж то, мамо, за дерево» ремікс [Архівовано 7 лютого 2019 у Wayback Machine.].

## Текст пісні
Пісня Postsense «Що ж то, мамо, за дерево» відрізняється від народного варіанту останнім куплетом. Музиканти не використали оригінальний куплет, а дописали свій. Останній куплент рок версії створив Євген Павлюковський.    
Текст пісні у варіанті Postsense (автор третього куплету Є. Павлюковський, 2012 р.):
Що ж то, мамо, за дерево,
Що виросло в полі.
Ой, щаслива та дівчина,
Що не зна любові.
Ой, щаслива та дівчина,
що не зна любові.
Що ж то, мамо, за дерево,
Що не розів’ється.
Люблю того козаченька,
Що не задається.
Люблю того козаченька, що не задається.
Ой лети, ой лети,
В Чорне море рибу їсти.
Крізь поля і ліси
От козака вістку донеси.

Ой лети, ой лети,
В Чорне море рибу їсти
Хвилями, крилами...
Ой лети ж ти, чорна галко,
В море рибу їсти.
Та й принеси, чорна галко,
От козака вістку.
Оригінальний текст пісні:
Що ж то, мамо, за дерево,
Що виросло в полі?
Ой, щаслива та дівчина,
Що не зна любові.
Що ж то, мамо, за дерево,
Що не розів*ється?
Люблю того козаченька,
Що не задається.
Ой, лети ж ти, чорна галко,
В море рибу їсти.
Та й принеси, чорна галко,
Од козака вістку.
Полетіла чорна галка
Та й не барилася.
Переказав козак дівці,
Щоб не журилася.